# Lego Piraci z Karaibów
Lego Piraci z Karaibów (ang. Lego Pirates of the Caribbean: The Video Game) – przygodowa gra akcji z serii gier Lego, wyprodukowana przez Traveller’s Tales i wydana przez Disney Interactive Studios. Historia gry pokrywa się z pierwszymi trzema filmami serii, jak również czwartym. Gra jest dostępna na konsole Wii, Xbox 360, PlayStation 3, Nintendo DS, PlayStation Portable i komputery osobiste z systemami Microsoft Windows. Jest to pierwsza gra z serii Lego oparta na filmie Disneya.

## Rozgrywka
Gra została zapowiedziana 18 listopada 2010. Gra zawiera opowieści z pierwszych czterech filmów serii – Klątwa Czarnej Perły, Skrzynia umarlaka, Na krańcu świata i Na nieznanych wodach. Lego Piraci z Karaibów posiada ponad 70 znanych z serii postaci.